# 武爾卡納-伯伊鄉
45°5′N 25°22′E / 45.083°N 25.367°E
武爾卡納-伯伊鄉（羅馬尼亞語：Comuna Vulcana-Băi, Dâmbovița），是羅馬尼亞的鄉份，位於該國南部，由登博維察縣負責管轄，面積28平方公里，2007年人口3,275，人口密度每平方公里116人。